# Углеводное окно
Углеводное окно (анаболическое окно, белково-углеводное окно) — это термин из силового тренинга, описывающий условный период после физической тренировки, в течение которого организм наиболее чувствителен к усвоению нутриентов (прежде всего, белков и углеводов). Считается, что энергия, полученная из употреблённых в это время продуктов питания, тратится на восстановление и рост мышц, а не на набор жировой массы. В настоящее время не существует достаточных научных доказательств в поддержку теории углеводного окна. Причина, по которой углеводное окно является лишь «условным» периодом — отсутствие однозначных рекомендаций о его продолжительности. Современные научные исследования говорят о том, что углеводное окно длится вовсе не 30–45 минут после тренировки, а как минимум 2–4 часа. При этом период активного усвоения нутриентов организмом может длиться и более суток.
После активной тренировки организму необходимо пополнить запас не только жидкости, но и затраченного мышцами гликогена.
Во время тренировки в организме повышается уровень адреналина и кортизола, которые после тренировки продолжают своё действие, разрушая белковую ткань (мышцы). Чтобы предотвратить этот эффект уменьшения мышц, важно использовать другой гормон инсулин. Он нейтрализует разрушительное действие кортизола, так как является его биохимическим антагонистом.
Инсулин вырабатывается при употреблении так называемых «быстрых углеводов» и блокирует действия кортизола и адреналина.
Кроме углеводов, организму, который получил физическую нагрузку, необходимы белки. Мышечный рост и физическое восстановление в организме человека зависит от аминокислот, которые входят в состав белка. Это означает, что в период углеводного окна лучше всего включить белковые продукты с высокой биодоступностью (молочные продукты, бобовые, орехи) или использовать специализированное спортивное питание с быстроусваиваемыми источниками полноценного белка (например, гидролизат сывороточного белка) и гейнеры.